# Fanàtic
|  | No s'ha de confondre amb The Fanatic. |

Fanàtic (títol original: The Fan) és un thriller estatunidenc dirigit per Tony Scott, estrenat el 1996. Ha estat doblada al català.

## Argument
Gil Renard, fan del beisbol, idolatra els Giants de San Francisco i el seu nou membre, Bobby Rayburn. La seva vida sentimental i professional és un desastre, però una sola cosa l'inquieta; la forma del seu heroi. Durant aquest temps Rayburn i Primo esdevenen rivals a l'equip.

## Repartiment
- Robert De Niro: Gil « Curly » Renard
- Wesley Snipes: Bobby Rayburn
- Benicio del Toro: Juan Primo
- John Leguizamo: Manny
- Jack Black: un tècnic de la televisió
- Patti De Arbanville: Ellen Renard
- Chris Mulkey: Tim
- Andrew J. Ferchland: Richie Renard
- Brandon Hammond: Sean Rayburn
- Kurt Fuller: Bernie
- Charles Hallahan: Coop
- Dan Butler (: Garrit
- Don S. Davis: Stook, l'entrenador
- Richard Riehle: el comerciant
- Frank Medrano: Leon, el gestor del bar
- Ellen Barkin: Jewel Stern

## Producció

### Gènesi i desenvolupament
El film és l'adaptació cinematogràfica de la novel·la El Fan (The Fan), publicada als Estats Units el 1995. A la novel·la, Bobby Rayburn juga pels Red Sox de Boston, mentre que signa amb els Giants de San Francisco al guió escrit per Phoef Suttond. Frank Darabont ha contribuït després sense sortir als crèdits en el guió del film.
El director Tony Scott ha abandonat el projecte Rock per a fer El Fan. El film serà finalment posat en escena per Michael Bay i sortirà el 1996.

### Repartiment dels papers
Brad Pitt va rebutjar el paper de Bobby Rayburn, perquè preferia encarnar Gil Renard. Wesley Snipes, que va obtenir el de Bobby Rayburn, volia també tenir el paper del fan.
Al Pacino va estar considerat per encarnar el fan Gil Renard, mentre que Jack Nicholson el va rebutjar.

### Rodatge
El rodatge va tenir lloc principalment a Califòrnia (Anaheim i el seu Angel Stadium, centre de Los Angeles, San Francisco, Dodger Stadium, ...) així com a Denver, Colorado.
L'antic jugador de beisbol Cal Ripken, Jr. ha estat l'entrenador personal de Wesley Snipes durant el rodatge.

## Premis i nominacions
Premis
- Premis Blockbuster Entertainment 1997: millor segon paper femení a un film d'aventures o drama per Ellen Barkin

Nominacions
- Festival Internacional de Cinema de Sant Sebastià 1996: en competició per la Conquilla d'Or a la millor pel·lícula
- Premis NCLR Bravo 1996: millor actor per Benicio Del Toro
- Premis MTV 1997: millor dolent per Robert De Niro